# Graphania homoscia
Graphania homoscia là một loài bướm đêm trong họ Noctuidae.